# Finnkino
Finnkino Oy est un distributeur de films finlandais et la plus grande chaîne de cinéma en Finlande.

## Présentation
Finnkino occupe environ 70 % part de marché dans les cinémas finlandais,,.
Finnkino appartient à la société américaine AMC Theatres.

## Salles de cinéma
En 2021, Finnkino dispose d'un total de 17 cinémas et 119 écrans dans 12 sites en Finlande :
| Salles de Finnkino | Salles de Finnkino | Salles de Finnkino | Salles de Finnkino |
| Lieu               | Cinéma             | Salles             | Image              |
| ------------------ | ------------------ | ------------------ | ------------------ |
| Espoo              | Omena              | 7                  |                    |
| Espoo              | Sello              | 6                  |                    |
| Helsinki           | Kinopalatsi        | 10                 |                    |
| Helsinki           | Tennispalatsi      | 14                 |                    |
| Helsinki           | Itis               | 9                  |                    |
| Helsinki           | Maxim              | 2                  |                    |
| Jyväskylä          | Fantasia           | 6                  |                    |
| Kuopio             | Scala              | 7                  |                    |
| Lahti              | Kuvapalatsi        | 6                  |                    |
| Lappeenranta       | Strand             | 4                  |                    |
| Oulu               | Plaza              | 8                  |                    |
| Pori               | Promenadikeskus    | 5                  |                    |
| Tampere            | Cine Atlas         | 4                  |                    |
| Tampere            | Plevna             | 10                 |                    |
| Turku              | Kinopalatsi        | 9                  |                    |
| Vantaa             | Flamingo           | 6                  |                    |
| Raisio             | Luxe Mylly         | 6                  |                    |